# Шуров, Дмитрий Игоревич
Дмитрий Игоревич Шу́ров (укр. Дмитро Ігорович Шуров; род. 31 октября 1981, Винница) — украинский музыкант, солист проекта Pianoбой с 2009 года.
Дмитрий Шуров — автор и исполнитель таких хитов как «Кохання», «Родимки», «На Вершині» «Полуничне Небо», «Родина», «Все, Що Тебе Не Вбиває». Также автор музыки к спектаклям «Золушка» театра Современник, 3D-шоу «Вартові Мрій», к многим кинофильмам, среди которых «Полина» (с Жаном Рено), «Хоттабыч», «Таинственный Остров», «Давай не Сьогодні» и другие. В 2015 году Дмитрий написал заглавную песню для сериала «Слуга Народа» студии Квартал 95. Знаковая песня «Родина» звучит как заглавная в сериале «Не зарекайся» и в документальном фильме «Діти перемоги». За совместную с Джамалой и Андреем Хлывнюком песню «Злива» получил в 2016 году премию YUNA, а в 2017 году статуэтку получила песня Pianoбой «На Вершині».
В 2017 году Дмитрий Шуров стал судьей проекта Х-фактор 8 сезон на телеканале СТБ и вместе со своим подопечным Мишей Панчишиным одержал победу в шоу. После чего стал звездным судьей в 9 сезоне. В прошлом — пианист групп Океан Ельзи (с 2001 по 2004) и Esthetic Education (с 2004 по 2008), в 2006—2009 годах был пианистом в группе Земфиры.

## Биография

### Ранние годы
Родился в Виннице в 1981 году в семье обычных преподавателей. Чуть позже отец Димы, Игорь Шуров, начал работать в винницких газетах и на телевидении, а также сценаристом на 1+1. Сейчас Игорь Шуров известен как писатель, поэт и художник.
Дмитрий учился в винницкой школе № 21. В 13 лет поехал по обмену студентами на учебу во французский колледж города Лимож, где его застало известие о том, что он прошел жесткий конкурс на программу FLEX — программа обмена, по которой он год проучился в школе города Прово, штат Юта. В семье, в которой жил Дмитрий, кроме двоих собственных детей, было еще трое усыновленных детей с серьезными неврологическими диагнозами, за которыми ему приходилось ухаживать. Свободно владеет английским и французским языками.

### Киевский инъяз и «ОЭ»
По возвращении на Украину Дмитрий поступает в Киевский лингвистический университет, так как для прохождения на бюджет в ВУЗ его мечты — Киево-Могилянскую Академию — ему не хватило одного балла. Учился на потоке с другими знаменательными личностями андеграунда того времени — Ирэной Карпой, Кашей Сальцовой, Дмитрием Остроушко. Кто-то из друзей басиста «ОЭ» Юрия Хусточки услышал, как играет на рояле в актовом зале инъяза потрясающий джазовый пианист Дима Шуров и посоветовал послушать его в группу. Так уже на втором курсе, в 18 лет, Дмитрий попадает в «Океан Эльзы» и учебу бросает из-за большого количества гастролей.
В 2000 году ему предложили присоединиться к группе «Океан Ельзи». Первой песней, которую он разучил с «Океаном» — «Ото була весна», которая планировалась для сборника украинских народных обрядовых песен «Веснянки». Этот сборник так и не увидел свет, хотя саму песню можно найти в акустическом альбоме Tvій формат и сборнике 1221. Шуров обозначен как соавтор песни. Его дебютный концерт в составе «Океана» был сыгран в Одессе 1 апреля 2000 года. 20 апреля 2001-го Шуров был принят в состав группы на постоянной основе. В составе «Океана» он принимал участие в создании двух студийных альбомов, отыграл на концертах трёх туров по Украине и СНГ («Вимагай більшого», 2001, «Тур Суперсиметрія», 2003, «Тихий океан», 2004, «Кращі пісні за 10 років», 2004). Оказал весомое влияние на стиль и звук коллектива.

### Esthetic Education и Земфира
В 2004 году уходит из «ОЭ» вместе с Юрием Хусточкой и создает с третьим участником, бельгийским режиссером Луи Франком, инди-группу Esthetic Education. Выпускают два альбома — Face Reading и Werewolf, которыми закладывают основы инди-музыки следующего поколения. Однако большого коммерческого успеха группа не добилась, участники потеряли контакт и проект распался окончательно в 2011 году.
В 2007—2008 Дмитрий Шуров сотрудничает с Земфирой. Он является сопродюсером ее альбома «Спасибо» и близким соратником певицы. Также Дмитрий как пианист сыграл большой концертный тур в поддержку альбома — почти 100 выступлений, одно из которых — концерт, который позже появился на DVD. Его режиссёром стала Рената Литвинова, он состоялся в Москве в Зелёном театре и получил название «Зеленый театр в Земфире».

### Pianoбой

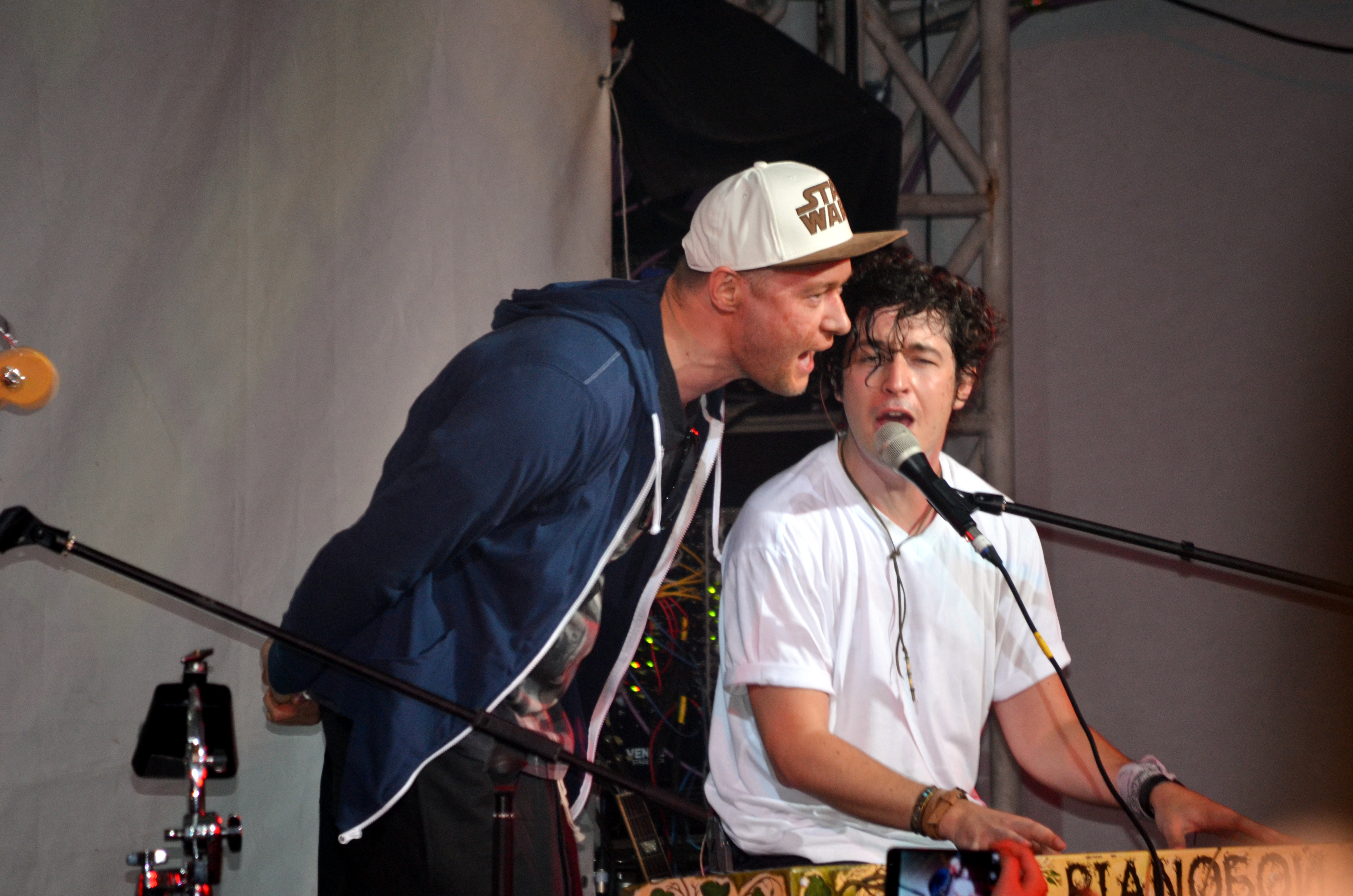
Дмитрий Шуров и Андрей Хлывнюк на концерте Pianoбой в Зелёном театре

В начале 2009 года Шуров начал работать над оперой «Лев и Лея», часть которой прозвучала в Париже на показе фэшн-дизайнера Алёны Ахмадуллиной. В процессе работы у Шурова появилась идея создания собственной группы. В работе над проектом, получившим название «Pianoбой», Шурову помогала сестра Ольга Шурова, выпускница Киевского лингвистического университета.
Первое выступление Дмитрия Шурова в роли Pianoбоя состоялось в сентябре 2009-го в рамках второго Moloko Music Fest. В ноябре 2009-го состоялась премьера первой песни, «Смысла.нет», на радио и телевидении, а 29 декабря 2009-го Pianoбой отыграл в Киеве свой первый полноценный сольный концерт, где был также презентован клип на эту песню. В январе 2010 года Pianoбой приступил к записи дебютного альбома, а в конце февраля начал клубный тур по Украине.
13 декабря 2011 года вместе со Святославом Вакарчуком, Сергеем Бабкиным, Максом Малышевым и Петром Чернявским презентовал альбом «Брюссель», ставший совместным проектом музыкантов. В мае 2012-го вышел дебютный альбом Pianoбоя — «Простые вещи», а в сентябре 2013-го — альбом «Не прекращай мечтать». В апреле 2013 года Шуров получил премию ELLE Style Awards в номинации «певец».

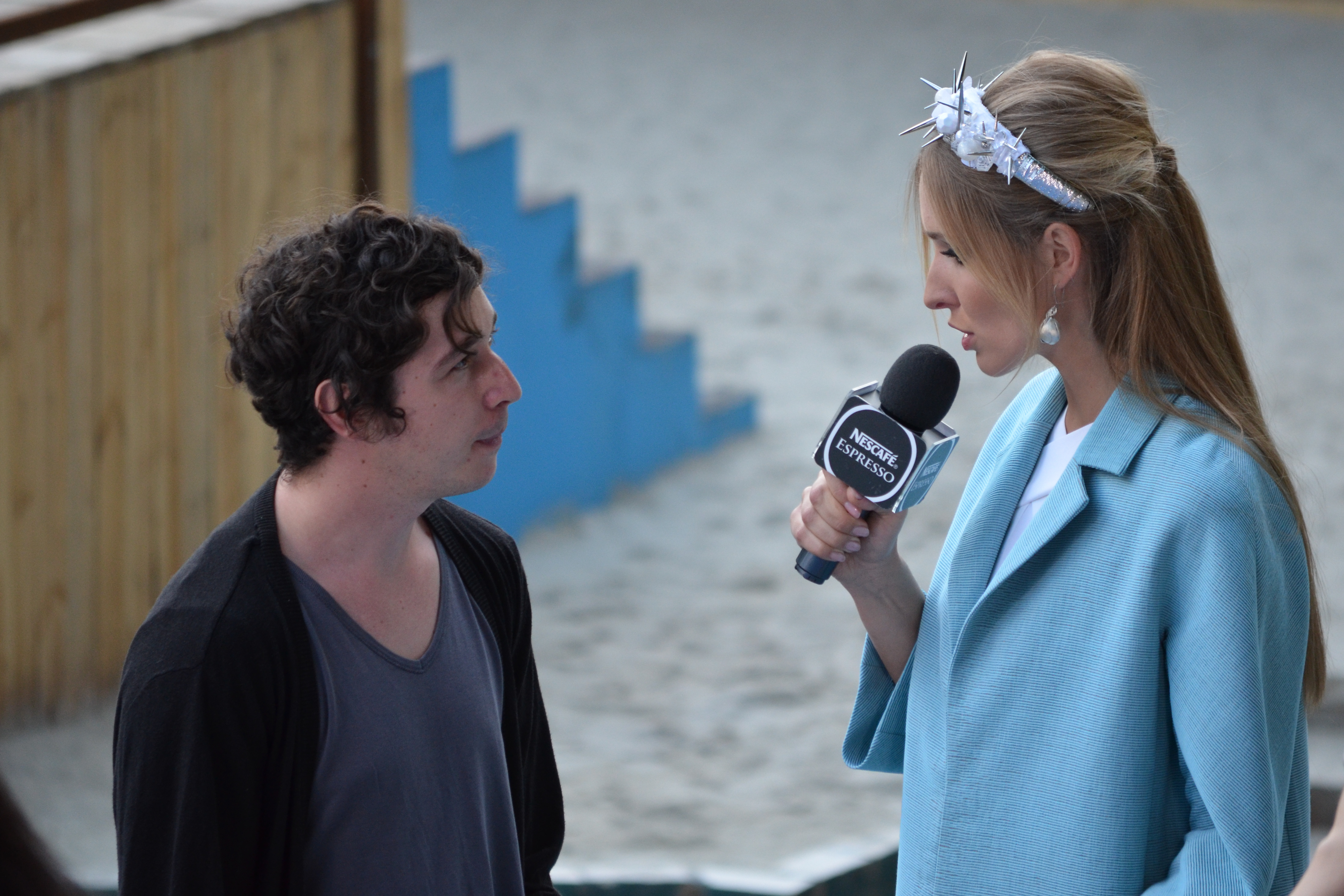
Дмитрий Шуров во время интервью с Катей Осадчей, 2014 год

Шуров выступал в старом составе «Океана Ельзи» 14 декабря 2013 года на Евромайдане и на юбилейном концерте группы в «Олимпийском» 21 июня 2014-го. Шуров также написал музыку для музыкального спектакля «Золушка» по мотивам пьесы Евгения Шварца, который поставили в апреле 2014 года на сцене московского театра «Современник».
На концерте памяти Андрея Кузьменко (состоялся 20 мая 2015 года в киевском Дворце спорта) вместе с музыкантами группы «Скрябін» исполнил песню «Шампанські очі».

## Семья
Женат на Ольге Таракановской (Шурова). Сын — Лев Шуров (родился в 2003 году). Вместе с семьей живёт в Киеве.

## Фильмография
Композитор
- 2019 — Папик
- 2019 — Полина

## Дискография
Океан Ельзи
- «Модель» (2001)[8]
- «Суперсиметрія» (2003)
- «Tvій формат» (2003)

Esthetic Education
- «Face Reading» (2004)
- «Leave Us Alone» (2005)
- «Live At Ring» (2006)
- «Werewolf» (2007)

Земфира
- «Спасибо» (2007)
- «Зелёный театр в Земфире» (2008) (DVD)
- «Z-Sides» (2009) (сборник)
- «Земфира.Live2» (2010) (концертный альбом)
- «Крокус/Стрелка» (2010) (концертный альбом) (в нескольких песнях)

Святослав Вакарчук 
- «Брюссель» (2011)

Pianoбой
- «Простые вещи» (2012)
- «Не прекращай мечтать» (2013)
- «Кохання» (2015)
- «Take Off» (2015)